# Keven Alemán
Keven Steven Alemán Bustos (San José, 25 de marzo de 1994) es un futbolista costarricense-canadiense que juega de mediocentro ofensivo.
Nacido y criado en la provincia de San José, a los 10 años se radicó en Canadá. Después de una rápida adaptación a territorio norteamericano, demostró su técnica y velocidad en distintas pruebas, donde finalmente fue adquirido por la Toronto Football Club Academy. Formó parte del equipo formativo durante un año, y en 2011 su representante le brindó la oportunidad de salir al balompié europeo, siendo el conjunto juvenil del Real Valladolid de España quien se interesó en él. Hizo su debut en competición en mayo de 2013, con la categoría "B" de la Tercera División española. En agosto de 2014 regresó a Costa Rica y firmó con el Herediano, equipo en el que se coronó subcampeón del Invierno en su primer torneo. Luego se marchó, por los primeros seis meses de 2015, a Belén en condición de cedido, para recalar nuevamente en el club rojiamarillo al término del lapso establecido. En noviembre de ese año se hizo con el segundo lugar de la Copa y posteriormente salió campeón del Verano 2016. A causa de su escasa participación como herediano, fue prestado por segunda vez a Belén y en diciembre de 2016 finiquitó su ligamen para firmar con el Deportivo Saprissa.
Como internacional canadiense, Alemán ha representado a su país en un torneo mayor y cuatro de categoría inferior. A nivel juvenil, ganó junto con sus compañeros de selección, el subcampeonato del Torneo Sub-17 de la Concacaf de 2011, para luego ser parte de la nómina que disputó el Mundial de México en ese mismo año. Debutó como absoluto el 11 de julio de 2013, en la edición de la Copa de Oro de la confederación.

## Trayectoria

### Inicios
Alemán Bustos nació en San José, el 25 de marzo de 1994. Emigró de su país en 2004 junto con su familia hacia Canadá, con tan solo 10 años, edad a la que comenzó con el deporte. Poco después de su llegada a territorio canadiense, practicó el fútbol con un equipo de aficionados hispanos, demostrando sus cualidades y técnica individual. Habiendo estado bajo análisis por parte de entrenadores, el conjunto de Ontario se interesó en formar al jugador de manera integral. Realizó giras internacionales y, con sus buenas presentaciones, la TFC Academy decidió traerlo a sus filas. En 2011 se colocó como promesa, junto a sus compañeros canadienses Michael Petrasso y Dylan Carreiro; sin embargo, los tres se vieron envueltos en controversias con el directivo Aron Winter, por lo que Alemán definió su perspectiva y no firmó el contrato que le ofreció el Toronto. Courtney James, su representante, le consiguió una prueba de diez días con el Real Valladolid donde, una vez finalizado el lapso, fue considerado para formar parte de la cantera del club. Su primer año en la ciudad española no le fue fácil, ya que las fuertes restricciones le impidieron que se le pudiera tramitar la licencia federativa. Por lo tanto, debió esperar hasta cumplir la mayoría de edad para obtener el documento, mientras que su agente manejó la posibilidad de que saliese a Rusia, Italia, o al plantel principal del Vancouver Whitecaps. La decisión definitiva la tuvo Keven, y eligió permanecer en Valladolid. Estuvo dos temporadas en la Juvenil División de Honor, y mostró movilidad y dinamismo en su juego, de esta forma atrayendo los comentarios positivos de periodistas que realizaron la cobertura para su club. Luego de ser promovido al Real Valladolid "B" de la Tercera División de España, el entrenador Javier Torres Gómez, quien le hizo debutar el 5 de mayo de 2013, reconoció el crecimiento de Alemán a nivel futbolístico y de la polivalencia en el desempeño sobre la demarcación de mediapunta. En total contabilizó 15 compromisos con el filial del equipo. Finalmente, a inicios de agosto de 2014, el deportista abandonó la institución para regresar a su país de nacimiento, con el objetivo de firmar con el Club Sport Herediano.

### C.S. Herediano
Habiendo firmado con el Herediano, el centrocampista fue presentado de manera oficial el 8 de agosto de 2014, junto con el inglés nacionalizado mexicano Antonio Pedroza. En la jornada inaugural del Campeonato de Invierno, llevada a cabo el 16 de agosto, su equipo enfrentó a Belén en el Estadio Rosabal Cordero. Por otra parte, Alemán no fue convocado por el entrenador uruguayo César Eduardo Méndez, y los rojiamarillos salieron del recinto deportivo con el empate a una anotación. Posteriormente, el Herediano debió disputar la competencia de la Concacaf Liga de Campeones, donde terminó líder de su grupo por encima de los rivales como Isidro Metapán de El Salvador y León de México. Además, su club rescindió al estratega y nombró a Jafet Soto como el director técnico de forma interina. Keven debió esperar su debut en Primera División hasta el 30 de noviembre, en el encuentro correspondiente a la fecha 22. En esa oportunidad tuvo como adversario al Santos de Guápiles en el estadio florense, pero en condición de visitante. El jugador entró de cambio al inicio del segundo tiempo por Yosimar Arias y el marcador concluyó en victoria de 0-1. Al término de la fase de clasificación, su conjunto obtuvo el pase a la ronda eliminatoria tras acabar en el segundo puesto de la tabla. En la serie por el título, el mediapunta no fue convocado, mientras que los heredianos avanzaron a la última instancia después de vencer, en semifinales, al Cartaginés con cifras globales de 3-2. Sin embargo, su grupo terminaría perdiendo la final con el resultado agregado de 3-5, frente al Deportivo Saprissa, por lo que se hizo con el subcampeonato de liga.

### Belén F.C.
Debido a la alta cantidad de futbolistas por línea, el mediocentro no tuvo un margen claro para demostrar sus cualidades como florense. Por ese motivo, la dirigencia rojiamarilla decidió enviarlo a préstamo con Belén. Su primera aparición fue en la jornada 3 del Campeonato de Verano 2015, donde su club disputó el partido contra Alajuelense en el Estadio Rosabal Cordero. Keven ingresó como sustitución por Diego Brenes al minuto 67', recibió tarjeta amarilla al cierre del compromiso, y el desenlace del mismo quedó igualado a un tanto. Su regularidad le permitió alcanzar 18 partidos jugados, en los que anotó cuatro goles. Por otra parte, los belemitas concluyeron el torneo en el último lugar de la tabla, pero no significó el riesgo del descenso por la ventaja en puntos que obtuvieron en el certamen anterior. El 18 de junio, se hizo oficial el regreso de Alemán con el Herediano.

### C.S. Herediano
El 1 de agosto dio comienzo el Campeonato de Invierno 2015 donde su equipo, de local en el Estadio "Coyella" Fonseca, enfrentó al conjunto de Carmelita. En este juego, el entrenador brasileño Odir Jacques no consideró a Alemán, tanto en la titularidad como en la suplencia, y su grupo triunfó con marcador de 2-0. Su debut aguardó hasta el 16 de agosto, en la visita al Deportivo Saprissa. En esa oportunidad, entró de relevo por Ronney Mora al minuto 55', y el resultado concluyó en igualdad sin goles. En todo el torneo contabilizó 14 presencias y consiguió dos tantos. Paralelamente al certamen nacional, su club vio acción en la Concacaf Liga de Campeones, competencia en la que los heredianos no avanzaron a la siguiente ronda tras su eliminación en fase de grupos. Los florenses avanzaron a las semifinales, por el título local, de segundo lugar en la tabla. El rival de la serie fue el Saprissa, donde la ida fue de derrota 3-0 y la vuelta en victoria 2-0, por lo que su equipo quedó fuera de disputar la final por el marcador agregado.
La primera jornada del Campeonato de Verano 2016 tuvo lugar el 17 de enero, en el Estadio "Coyella" Fonseca ante Carmelita. El jugador tuvo participación por 7 minutos en el triunfo de 3-1. Su equipo rescindió a Odir y designó a Hernán Medford como el director técnico. A causa de esta situación, la cantidad de apariciones de Alemán se redujo a cuatro, en comparación con el torneo anterior. Por otra parte, su grupo se hizo con el liderato de la tabla con 50 puntos, y por consiguiente el pase a la ronda de eliminación. Keven no fue tomado en cuenta en los dos empates frente a Belén, ambos en el Estadio Rosabal Cordero. A pesar de esto, su club avanzó a la última instancia por la ventaja deportiva que obtuvo en la clasificación. Los dos victorias sobre Alajuelense en las finales coronaron a su conjunto como campeón nacional.

### Belén F.C.
Ante la solicitud del jugador para tener más participación dentro del terreno de juego, el 18 de julio de 2016 se hizo el préstamo del jugador nuevamente hacia Belén, bajo las órdenes del entrenador mexicano Fernando Palomeque. Su debut lo realizó en la jornada 3 del Campeonato de Invierno, en la cual su conjunto visitó al Estadio Municipal para enfrentarse al Pérez Zeledón. En esa oportunidad ocupó la demarcación de mediocentro ofensivo durante los 90 minutos, y el partido culminó en derrota de 3-1. En toda la competencia sumó 10 apariciones, pero no alcanzó anotar goles. Por otra parte, los belemitas se posicionaron en el noveno lugar de la tabla con 23 puntos.

### Deportivo Saprissa
El 20 de diciembre de 2016, el Deportivo Saprissa anunció, mediante un comunicado de prensa, la incorporación de Alemán en el equipo. El futbolista firmó el contrato por un periodo de dos años y medio. Para el inicio del Campeonato de Verano 2017 que se llevó a cabo el 8 de enero, el equipo saprissista tuvo la visita al Estadio Carlos Ugalde, donde enfrentó a San Carlos. Por su parte, Keven Alemán esperó desde la suplencia y entró de cambio por Jaikel Medina al minuto 74', para así lograr su debut oficial con la dorsal «17». El marcador fue con derrota de 1-0. El 18 de febrero, en el compromiso de los morados de local frente a Liberia, en el Estadio "Fello" Meza de Cartago, Alemán anotó su primer gol en el certamen al minuto 11', en la victoria con cifras de goleada 4-1. La reanudación de la Liga de Campeones de la Concacaf, en la etapa de ida de los cuartos de final, tuvo lugar el 21 de febrero, fecha en la que su club recibió al Pachuca de México en el Estadio Ricardo Saprissa. El mediocentro quedó en la lista de suplentes y el trámite del encuentro se consumió en empate sin anotaciones. El 28 de febrero fue el partido de vuelta del torneo continental, en el Estadio Hidalgo. Las cifras finales fueron de 4-0 a favor de los Tuzos. El 12 de abril, en el áspero partido contra Pérez Zeledón en el Estadio Ricardo Saprissa, su club estuvo por debajo en el marcador por el gol del adversario en tan solo cuatro minutos después de haber iniciado el segundo tiempo. El bloque defensivo de los generaleños le cerró los espacios a los morados para desplegar el sistema ofensivo del entrenador Carlos Watson, pero al minuto 85', su compañero Daniel Colindres brindó un pase filtrado al uruguayo Fabrizio Ronchetti para que este definiera con un remate de pierna izquierda. Poco antes de finalizada la etapa complementaria, el defensor Dave Myrie hizo el gol de la victoria 2-1. Con este resultado, los saprissistas aseguraron el liderato del torneo a falta de un compromiso de la fase de clasificación. A causa de la derrota 1-2 de local ante el Santos de Guápiles, su equipo alcanzó el tercer puesto de la cuadrangular y por lo tanto quedó instaurado en la última instancia al no haber obtenido nuevamente el primer sitio. El 17 de mayo se desarrolló el juego de ida de la final contra el Herediano, en el Estadio Rosabal Cordero. El volante entró de cambio por Jaikel Medina al minuto 54' y el marcador fue de pérdida 3-0. En el partido de vuelta del 21 de mayo en el Estadio Ricardo Saprissa, los acontecimientos que liquidaron el torneo fueron de fracaso con números de 0-2 a favor de los oponentes, y un agregado de 0-5 en la serie global.
El comienzo de su conjunto en el Torneo de Apertura 2017 se produjo el 30 de julio como local en el Estadio "Fello" Meza de Cartago contra Carmelita. Por otro lado, el jugador quedó fuera de convocatoria y el marcador culminó en victoria con cifras de 4-2. Debutó de manera formal el 22 de noviembre, en el duelo por la última jornada de la fase de clasificación ante el Santos de Guápiles; fue titular pero salió de cambio al minuto 64' por el argentino Mariano Torres. Los saprissistas avanzaron a la cuadrangular en el segundo sitio con 43 puntos, y al cierre de la misma, el conjunto tibaseño quedó sin posibilidades de optar por el título. El 2 de enero de 2018 se dio el finiquito de su contrato para quedar como agente libre.

### Sacramento Republic F.C.
El 18 de enero de 2018, se hace oficial el fichaje de Alemán en el Sacramento Republic, de la United Soccer League. El volante firmó por una temporada con opción a un año adicional.

## Selección canadiense

### Categorías inferiores

#### Campeonato Sub-17 de Concacaf 2011
El 17 de febrero comenzó para la Selección Sub-17 de Canadá el Campeonato de la Concacaf de 2011, desarrollado en Jamaica. El primer partido tuvo lugar en el Catherine Hall Sports Complex, de Montego Bay, contra el combinado de Barbados. Alemán inició como titular con la dorsal «10», anotó un doblete a los minutos 33' y 47', salió de cambio en el segundo tiempo y el resultado fue abultado con cifras de goleada 8-0. Dos días después fue el segundo compromiso en el mismo escenario deportivo, donde su país tuvo como rival a Honduras. En esta ocasión, el futbolista fue sustituido por Michael Petrasso al minuto 67', y el empate sin goles prevaleció al término del tiempo reglamentario. Según los puntos obtenidos por los canadienses en esta fase, le permitieron hacerse con el primer lugar del grupo D, y por lo tanto el pase a la ronda eliminatoria. El encuentro por los cuartos de final se dio el 23 de febrero, ante Trinidad y Tobago. Keven nuevamente fue titular y logró un tanto para la victoria de 2-0. Dos días posteriores se efectuó el juego por las semifinales, frente a Panamá. El marcador concluyó en triunfo de 1-0 y el futbolista salió de cambio al minuto 90' por Shadrack Mmunga. El 27 de febrero se realizó la final y su conjunto disputó esta serie contra Estados Unidos. La igualdad sin goles provocó que el cotejo fuera llevado hasta la prórroga, tiempo en el que su nación sufrió el primer revés del torneo al salir derrotado por cifras de 3-0. Con esto los canadienses quedaron subcampeones de la competencia y recibieron un cupo hacia el Mundial de la categoría que tomaría lugar ese mismo año.
| Campeonato                | Sede    | Resultado  |
| ------------------------- | ------- | ---------- |
| Campeonato Sub-17 de 2011 | Jamaica | Subcampeón |

#### Mundial Sub-17 de 2011
El entrenador Sean Fleming consideró incluir a Alemán en la nómina definitiva que viajó a México para llevar a cabo la realización del Mundial Sub-17 de 2011. El primer partido fue el 19 de junio en el Estadio Hidalgo de Pachuca, donde su equipo enfrentó a Uruguay. Keven, por su parte, fue titular los 90 minutos y el marcador fue de derrota 3-0. Tres días después fue partícipe del empate a dos tantos contra Inglaterra, en el mismo complejo deportivo. El 25 de junio fue el último juego de la primera fase, en el que su conjunto tuvo como contrincante a Ruanda. De igual manera fue titular y la igualdad sin goles prevaleció en la conclusión del cotejo. La consecución de solamente dos puntos del grupo C no permitió a su nación clasificar a la ronda final.
| Mundial                     | Sede   | Resultado      |
| --------------------------- | ------ | -------------- |
| Copa Mundial Sub-17 de 2011 | México | Fase de grupos |

#### Campeonato Sub-20 de Concacaf 2013
El director técnico Nick Dasovic convocó a Keven para afrontar, con la Selección Sub-20 de Canadá, el Campeonato de la Concacaf de 2013 realizado en territorio mexicano. El 18 de febrero fue el primer encuentro en el que su grupo tuvo como adversario a Cuba, en el Estadio Universitario de la BUAP. El futbolista fue titular durante todo el compromiso, y fue parte de la derrota 2-1. El cotejo de cuatro días después en el mismo escenario deportivo, su conjunto derrotó con cifras de goleada 5-1 al combinado de Nicaragua. No obstante, Alemán quedó en el banquillo. Su país avanzó como segundo lugar del grupo B de acuerdo a los resultados obtenidos. El 26 de febrero se desarrolló el juego por los cuartos de final contra Estados Unidos. En esta oportunidad, el mediocentro ofensivo inició en la suplencia y entró como sustitución por Alessandro Riggi al minuto 46'. La pérdida de 4-2 dejó a su nación sin el cupo para la Copa Mundial de ese mismo año.
| Campeonato                | Sede   | Resultado        |
| ------------------------- | ------ | ---------------- |
| Campeonato Sub-20 de 2013 | México | Cuartos de final |

#### Juegos Panamericanos de 2015
Keven fue parte de la Selección Sub-22 que disputó el torneo de los Juegos Panamericanos de 2015, en Toronto. El 12 de julio fue el encuentro inaugural para su grupo, al enfrentar a Brasil en el Tim Hortons Field. El mediapunta quedó en el banquillo por decisión del estratega español Antonio Floro, y su combinado fue vencido con cifras de goleada 1-4. La misma situación se repitió cuatro días posteriores contra Panamá, donde no fue tomado en cuenta para alguna variante. A diferencia del resultado anterior, el empate de 0-0 prevaleció frente a los panameños. El 20 de julio logró debutar en la competencia, y lo hizo después de entrar como relevo por Chris Mannella al minuto 71'. Por otra parte, su conjunto volvió a perder, con marcador de 0-2. El bajo rendimiento de su nación en el grupo A provocó que finalizara de último y eliminado con un punto.
| Juegos                       | Sede   | Resultado      |
| ---------------------------- | ------ | -------------- |
| Juegos Panamericanos de 2015 | Canadá | Fase de grupos |

### Selección absoluta

#### Copa de Oro 2013
El 28 de junio de 2013, el seleccionador Colin Miller convocó a Keven Alemán en la lista de 22 futbolistas para participar en la Copa de Oro de la Concacaf, la cual se organizó en Estados Unidos. El 7 de julio inició el torneo para el combinado de Canadá, donde el primer partido fue contra Martinica en el Estadio Rose Bowl. El mediocampista quedó en la suplencia y su país tuvo una derrota inesperada de 0-1. Cuatro días después, en el CenturyLink Field, fue el segundo compromiso frente a México. El jugador debutó como internacional absoluto tras ingresar de cambio por Kyle Bekker al minuto 83'. Por otro lado, los canadienses volvieron a perder, siendo esta vez con marcador de 2-0. El 14 de julio no fue considerado para alguna variante en el empate sin goles ante Panamá. Su nación quedó eliminada en fase de grupos, con solo un punto y ningún gol anotado.
| Copa             | Sede           | Resultado      |
| ---------------- | -------------- | -------------- |
| Copa de Oro 2013 | Estados Unidos | Fase de grupos |

Bajo la dirección técnica del español Benito Floro, el centrocampista fue tomado en cuenta para el amistoso del 8 de septiembre de 2013 contra Mauritania, en el Oliva Nova Golf & Beach Resort. En esa ocasión entró de cambio por Kyle Porter al minuto 65', y su grupo igualó 0-0. Dos días después, su país tuvo al mismo rival en el mismo escenario, donde Alemán ingresó nuevamente como sustitución y participó 24 minutos. A diferencia del resultado, este finiquitó en derrota de 0-1.
El 27 de mayo de 2014, quedó en la suplencia en el empate 1-1 de visita contra Moldavia. Volvió a la selección en el partido del 8 de octubre de 2017, esta vez con el entrenador ecuatoriano Octavio Zambrano en el amistoso frente a El Salvador en el BBVA Compass Stadium, de territorio estadounidense. Alemán ingresó de cambio con la dorsal «24» por Jonathan Osorio, al minuto 53', y el resultado terminó en derrota por 1-0.

## Clubes
| Club                     | País           | Año               |
| ------------------------ | -------------- | ----------------- |
| Real Valladolid C.F. "B" | España         | 2013 - 2014       |
| C.S. Herediano           | Costa Rica     | 2014 - 2015       |
| Belén F.C. (Préstamo)    | Costa Rica     | 2015              |
| C.S. Herediano           | Costa Rica     | 2015 - 2016       |
| Belén F.C. (Préstamo)    | Costa Rica     | 2016              |
| Deportivo Saprissa       | Costa Rica     | 2017              |
| Sacramento Republic F.C. | Estados Unidos | 2018 - 2020       |
| FC Edmonton              | Canadá         | 2020 - Actualidad |
| Persikabo 1973           | Indonesia      | 2024 - Actualidad |

## Palmarés

### Títulos nacionales
| Título                         | Equipo          | País       | Año  |
| ------------------------------ | --------------- | ---------- | ---- |
| Primera División de Costa Rica | C. S. Herediano | Costa Rica | 2016 |